# Уруми
Уруми је егзоетноним, који користе туркојезични народи (Турци, Кримски Татари) да означе грчко становништво муслиманских држава, пре свега некадашњег Османског царства, а данас полуострва Крима. У савременој етнографији Урумима или Грцима-Урумима називају се туркојезичне групе Грка.
Термин урум потиче од арапске речи рум, у значењу Римљанин, римски, а касније византијски (источноримски) и грчки. Термин урум данас као сопствено име користе две субетничке групе Грка:
- Приазовски Грци, који говоре урумским језиком и живе у Украјини и
- Цалски Грци, који се служе цалским дијалектом турског језика и живе у Грузији

## Приазовски Уруми
Историјски, кримски Грци били су представљени двема групама — гркојезичним Румејама и туркојезичним Урумима (познатим и као Гркотатари). Обе групе су вековима насељавале Крим, али је друга скупина, прошла кроз низ социјалних и културних процеса као резултат којих су примили кримско-татарски као свој матерњи језик. Након припајања Крима Русији 1777. године по наређењу Екатерине Велике сви грчки становници полуострва су пресељени у Приазовље. Од тог доба познати су као Приазовски Грци. Приазовски Грци су хришћани православног обреда.
Током историје представљали су изоловану етничку заједницу и нису се насељавали у местима где су живели Румеји, без обзира на заједничко порекло. За разлику од школа на понтијском грчком, језику који су говорили Румеји, урумских школа у Украјини никада није било. По оцени турколога Николаја Баксакова, 1969. године било је око 60.000 људи који су се служили урумским као матерњим језиком. По свеукрајинском попису 2001. године, од 77.516 Грка Доњецке области свега 112 нису навели грчки, руски или украјински као свој матерњи језик.

## Цалкски Уруми
Ова грчка заједница некад се именује и Триалетским Грцима или закавкаским туркофоним Грцима. Понтски Грци их зову Calkalidis, што је етноним везан уз назив рејона где су Уруми некад чинили етничку већину. Од краја 18. до почетка 20. века Грци су масовно мигрирали из Османског царства, и то углавном из области Понта, на Кавказ. Многи Понтски Грци подједнако су добро владали грчким и турским језиком, али је за неке од њих, услед асимилационих процеса с којим су се суочиле пре свега изоловане групе грчког становништва из Анадолије, турски постао матерњи језик. Према Андреју Попову, током 19. века хиљаде турскојезичних грчко-православних породица из Ерзурума, Гјумјушхане и Артвина се преселило на југ Руског царства, на територију Цалкског горја у савременој Грузији.
Говор цалкских Урума близак је многим централноанадолијским дијалектима турског језика. Ипак, поједини лингвисти попут Баксаковог, га због присутних разлика у фонетици, лексици и граматици класификују као посебан огузски језик. Други мисле да је урумски турски ближи азерском језику, него књижевном турском, тврдећи да је савремени урумски језик дијалекат азерског.
У поређењу са гркофоним Грцима, Уруми су после распада Совјетског Савеза мање емигрирали, те зато данас чине велики део грчког становништва Грузије. Мигације је ипак било, што је довело до тога да се број Грка у Цалки смањио са 35.000 на 3.000 па више не представљају већинску заједницу у овом рејону. Многи су се преселили у Грчку, али и Краснодарски крај у Русији.